# 清原果耶
清原果耶（日语：／ Kiyohara Kaya，2002年1月30日—），日本女演員、模特兒，隸屬Amuse經紀公司。2014年參與Amuse選秀，從三萬多人中獲勝而進入藝能界。2018年8月，成為《Seventeen》旗下專屬模特兒。

## 經歷
大阪出身的清原自小喜愛唱歌跳舞，小學一年級時學習古典芭蕾，五年級至國中一年級和朋友結伴參加兵庫縣西宮市的劇團Youth Theatre Japan學習舞蹈、音樂劇，開始對藝能活動產生興趣。
因全家都是Amuse經紀公司旗下歌手Perfume的歌迷，2014年10月時，清原的母親在經紀公司官網偶然看到徵選的消息，於是清原以12歲之齡在母親鼓勵下報名Amuse舉辦的「2014 Amuse全國新人徵選大賽」，從32214人中脫穎而出獲得優勝，並加入Amuse經紀公司。
2015年，正式進行演藝活動，同年1月擔任知名廠商三井不動産旗下兩家子公司的廣告代言人而初步受到注目。3月，成為青少年雜誌《nicola》專屬模特兒。同年，演出NHK晨間劇《阿淺來了》，演員身分出道。翌年，在90週年紀念大河劇《精靈守護者》飾演綾瀨遙的少女時期。並在《3月的獅子》等數部電影中演出獲得關注。
2018年3月，自《nicola》畢業。同年，在Netflix的《翱翔於天際的夜鷹》劇中與富田望生兩人交換靈魂的演技大獲好評，其存在感成為新生代備受期待演員之一，並以16歲之齡初次主演連續劇《透明的搖籃》，此劇的口碑滿意度與演員詮釋的演技廣受媒體與觀眾好評，清原亦以此劇獲得該年夏季CONFiDENCE日劇大獎最佳新人獎。
2018年8月，成為《Seventeen》專屬模特兒。
2020年5月27日，NHK公布將由清原主演2021年春季NHK第104部晨間劇《歡迎回來百音》。2021年，以參演的電影《那些得不到保護的人》獲得多項電影獎。
2022年，初次主演民放台連續劇《Fight Song (日本電視劇)》。

## 人物
- 名字發音由來是父母喜愛宮崎駿動畫電影《魔法公主》，取自此一人物之羅馬拼音「Kaya」，漢字「果」字則是指果實之意。[1]
- 身高162公分，血型B型。有一個姐姐。出道後原本仍居住大阪，以通勤的方式來往於東京兩地上訓練課及工作；拍攝晨間劇之後因工作漸多，移居東京。
- 性格帥氣，被模特兒友人們稱「帥哥」[15]。喜歡獨處。
- 養兩隻臘腸犬。[16]

## 戲劇作品

### 電視劇
- NHK晨間劇
  - 阿淺來了（2015年10月3日－2016年4月2日，NHK） - 阿冬／阿夏[17][18]
  - 阿淺來了 番外篇「割れ鍋にとじ蓋」（2016年4月23日，NHK BS Premium） - 阿冬[19]
  - 夏空（2019年7月1日－9月28日，NHK） - 奧原千遙
  - 歡迎回來百音（2021年5月17日－2021年10月30日，NHK） - 主演・永浦百音[14]
- 90週年紀念大河劇 精靈守護者 第2回、第3回（2016年3月26日、4月2日，NHK） - バルサ（少女期）
  - 精靈守護者II 悲しき破壊神 第4回（2017年2月11日）
  - 精靈守護者 最終章 第1回、第2回、第5回（2017年11月25日、12月2日、23日）
- 出色的選TAXI（2016年4月5日，關西電視台） - 太田麻尋[20]
- 毒島百合子的赤裸裸日記 第7話、第8話（2016年6月2日、9日，TBS電視台） - 小津絵美[21]
- 死幣-DEATH CASH-（日语：死幣-DEATH CASH-）（2016年7月13日－9月15日、TBS） - 南小夢[22]
- 成為母親 第8話 - 最終話（2017年5月31日－6月14日，日本電視台） - 里中桃
- 靈異界限 衝動～驗屍官・比嘉美香～（2017年10月6日、13日，朝日電視台） - 小椋明音
- 瀨戶與內海（日语：セトウツミ#テレビドラマ）（2017年10月14日－12月23日，東京電視台） - 樫村一期[23]
- 必殺仕事人（2018年1月7日，朝日電視台） - おりん
- 99.9 -刑事專門律師- SEASON II 第5話（2018年2月11日，TBS） - 工藤久美子
- Innocent Days 第2話、最終話（2018年3月25日、4月22日，WOWOW） - 田中幸乃（中学生時代）
- 透明的搖籃（2018年7月20日－9月21日，NHK） - 主演・青田アオイ[10][24]
- 悲慘世界～沒有終點的旅途（日语：レ・ミゼラブル 終わりなき旅路）（2019年1月6日，富士電視台） - 不破梢[25]
- 惡毒女兒・聖潔母親（日语：ポイズンドーター・ホーリーマザー#テレビドラマ） 第3話「罪孽深重的女人」（2019年7月20日，WOWOW） - 主演・天野幸奈[26]
- BS時代劇 螢草 菜菜的劍（日语：螢草_(葉室麟)#テレビドラマ）（2019年7月26日－9月6日，NHK BS Premium） - 主演・菜菜[27]
- 芒果樹下〜呂宋島、戰火的約定〜（日语：マンゴーの樹の下で〜ルソン島、戦火の約束〜）（2019年8月8日，NHK綜合） - 奥田凛子[28]
- 我的事說來話長（2019年10月12日－12月14日，日本電視台） - 秋葉春海[29]
  - 我的事說來話長 2025春季特別篇（2025年3月30日・4月6日）
- 心動迎戰Song！（2022年1月11日－3月15日，TBS） - 主演・木皿花枝
- 靈媒偵探·城塚翡翠（2022年10月16日－12月25日，日本電視台） - 主演・城塚翡翠
- My Diary（2024年10月20日－12月22日，朝日放送電視台）- 主演・恩村優希
- 初戀DOGs（2025年7月1日－，TBS） - 主演・花村愛子[30]

### 电影
- 明天，我要和昨天的妳約會（2016年12月17日，東寶）- 福壽愛美（中學時代）
- 3月的獅子 前篇（2017年3月18日，東寶）- 川本日向
- 3月的獅子 後篇（2017年4月22日，東寶）- 川本日向
- 百合心（日语：ユリゴコロ）（2017年9月23日，東映）- 美紗子（中學時代）
- 花牌情緣 後篇「結び」（2018年3月17日，東寶） - 我妻伊織
- 愛歌-約定的承諾-（日语：愛唄-約束のナクヒト-）（2019年1月25日，東映） - 伊藤凪[31]
- Day and Night（日语：デイアンドナイト）（2019年1月26日，日活） - 大野奈奈[32]
- 草莓之歌（日语：いちごの唄 (小説)#映画）（2019年7月5日，Phantom Film） - 天野千日（中學時代）[33]
- 在宇宙中最明亮的屋頂（日语：宇宙でいちばんあかるい屋根）（2020年9月4日，KADOKAWA）- 主演・[34]
- 愛與罪的兩端（日语：望み_(雫井脩介の小説)#映画）（2020年10月9日，KADOKAWA） - 石川雅[35]
- 她和他的戀愛花期（2021年1月19日，東京Theatres）- 羽田凜[36]
- 老師！你會不會談戀愛（日语：まともじゃないのは君も一緒）（2021年3月19日，avex pictures）- 主演・秋本香住[37]
- 破碎的瞬間（日语：砕け散るところを見せてあげる）（2021年4月9日，AEON ENTERTAINMENT） - 尾崎（妹）[38]
- 夏之門（日语：夏への扉#映画）（2021年6月25日，東寶・Aniplex） - 松下璃子[39]
- 那些得不到保護的人（2021年10月1日，松竹） - 円山幹子[40]
- 線，畫出的我（日语：線は、僕を描く#映画）（2022年10月21日，東寶） - 篠田千瑛[41]
- 快一秒的他 （2023年9月1日，BITTERS END） - 主演・長宗我部麗華[42]
- 青春18×2 通往有你的旅程（2024年5月3日上映） - 主演・Ami[43]
- 棋盤斬（日语：碁盤斬り）（2024年5月17日上映） - 柳田絹
- 單戀世界（暫譯）（日语：片思い世界）（2025年4月4日上映） - 主演・さくら[44]

### 網路劇
- 翱翔於天際的夜鷹（2018年8月1日，Netflix） - 小日向步美[45]
- 武士生死鬥（2025年11月，Netflix） - 衣笠彩八[46]

### 配音
- 颱風的諾爾達（2015年6月5日，東寶） - 諾爾達
- 喬瑟與虎與魚群動畫版（2020年12月25日，松竹・KADOKAWA） - 喬瑟

## 獎項
- 2018年夏季CONFiDENCE日劇大獎最佳新人獎（《透明的搖籃》）
- 2018年年度CONFiDENCE日劇大獎最佳新人獎（《透明的搖籃》）[47]
- 2019年度東京國際戲劇節主演女優賞（《透明的搖籃》）[48]
- 2019年度第32屆日刊體育電影大獎新人獎（《愛歌-約定的承諾-（日语：愛唄-約束のナクヒト-）》《Day and Night（日语：デイアンドナイト）》《草莓之歌（日语：いちごの唄 (小説)#映画）》）[49]
- 2020年度第44回黃金飛翔獎（日语：エランドール賞）新人獎[50]
- 2021年度第44回山路文子電影獎新進女演員獎（《那些得不到保護的人》）
- 2021年度第34回日刊體育電影大獎最佳女配角獎（《那些得不到保護的人》）
- 2021年度第76回每日電影獎最佳女配角獎（《那些得不到保護的人》）
- 2021年度第45回日本電影學院獎最佳女配角獎（《那些得不到保護的人》）
- 2022年香港亞洲電影節最佳女主角獎（《那些得不到保護的人》）

## 代言
- 三井不動産リフォーム 「三井のリフォーム」（2015年1月 - ）[51]
- アステラス製薬 「臓器移植をしたきみ」篇（2015年1月 - ）[52]
- 7&I控股 金の直火焼和風ハンバーグ 「ここまでやるから」編（2015年11月 - ）[53]
- 全日本空輸 ANAプリペイドカード 「大人になった私」篇（2016年2月 - ）
- 寶僑 レノアハピネス（2017年4月25日 - ）[54]
  - 半径30cmのハピネス 同級生篇　(2017年6月 - )
- NTT DOCOMO「Mr.Children＆docomo 25周年」- あや（2017年7月 - ）[55]
- デジタルハリウッド大学 受験生応援「自分を生きよう」（2017年9月 - ）[56]
- 宣伝会議賞（2018年度形象代言人）
- 2018年度第97回全國高等學校足球錦標賽應援經理[57]
- Softbank「しばられるな」篇（2019年1月 - ）[58]
- 高絲 藥用雪肌精（2019年6月 - ）

## MV
- [Alexandros]《ワタリドリ》（2015年）
- Rihwa《ミチシルベ》（2017年）

## 書籍

### 雑誌
- nicola（日语：ニコラ (雑誌)）（2015年4月号 - 2018年5月号、新潮社） - 專属模特兒
- seventeen（2018年9月号 - 、集英社） - 專属模特兒

## 外部連結
- 清原 果耶 - アミューズ オフィシャル ウェブサイト （页面存档备份，存于）
- 清原果耶 （页面存档备份，存于） - JVCケンウッド・ビクターエンタテインメント
- 清原果耶 official的Instagram帳戶
- 清原果耶スタッフ（公式）的X（前Twitter）
- YouTube上的清原果耶頻道